# Tropidion centrale
Tropidion centrale là một loài bọ cánh cứng trong họ Cerambycidae.